# Iosif Berman

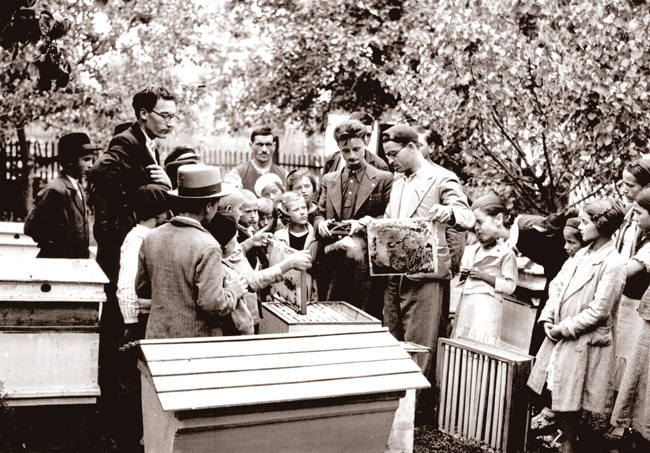
Iosif Berman: Etnologický výzkumu vedený profesorem Dimitriem Gustim

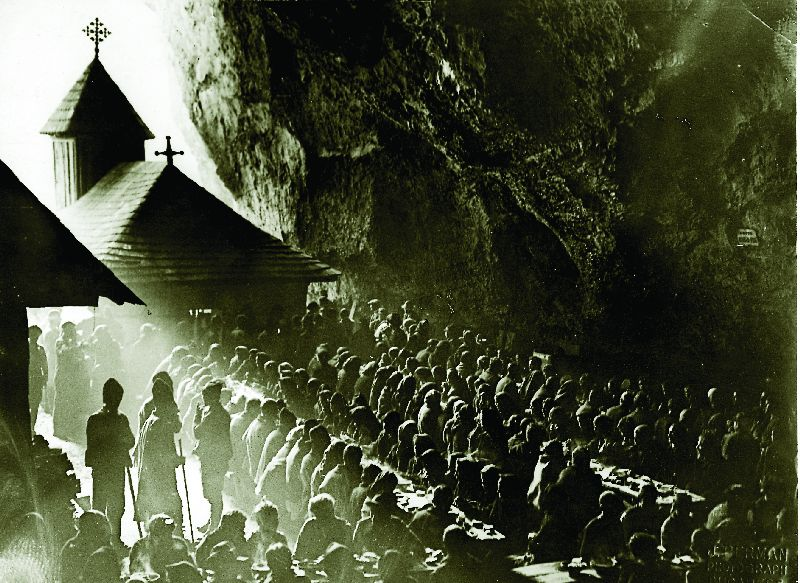
Iosif Berman: Oslava v klášteře

Iosif Berman (17. ledna 1892 Burdujeni, Rumunsko - 17. září 1941) byl rumunský fotograf a žurnalista mezi válkami.

## Mládí
Narodil se 17. ledna 1892 v rumunském Burdujeni poblíž města Suceava židovskému otci, který získal rumunské občanství za účast v rumunské válce za nezávislost v roce 1877. Od útlého věku se zajímal o fotografii, jako dítě trávil čas ve společnosti putovních fotografů jménem Suceava a Cernăuți. Před svými 18 narozeninami se odstěhoval do Bukurešti, kde si vydělal první peníze na nákup vlastního fotoaparátu. Své první fotografie zveřejnil v roce 1913 v novinách Dimineaţa, na kterých dokumentoval cholerový lazaret v městě Turtucaia. Dále pracoval v nakladatelství novin Adevărul a Dimineaţa, které oboje patřily levicovému aktivistovi Constantinu Milleovi.
Během první světové války pracoval v regimentu jako fotograf a měl možnost dokumentovat říjnovou revoluci v Oděse, ale jeho fotografické desky byly zabaveny „Bílými“ a bolševiky. V roce 1918 přispíval do Realitatea Ilustrată sérií fotografií ustupující německé armády. Poté, co byl jeho pluk rozpuštěn, odcestoval do Novorossijsku v Kavkazu. Tam se setkal se svou budoucí manželkou Raisou, se kterou měl dceru Luizu.

## Fotožurnalista
V letech 1920 až 1923 pracoval jako korespondent z Istanbulu pro rumunské noviny. Po návratu do Rumunska působil jako fotograf pro hlavní rumunské noviny, fotografoval také královskou rodinu.
Okolo roku 1925 spolupracoval se sociologem Dimitriem Gustim, který studoval život na rumunských vesnicích a lidové tradice a s Filipem Brunea-Foxem, kterému fotograficky ilustroval jeho reportážní články.
Jeho fotografie byly svého času publikovány ve všech hlavních rumunských novinách: Adevărul, Dimineaţa, Curentul, Realitatea ilustrată, România ilustrată, Ilustraţiunea română, Cuvântul liber, L'Indépendance roumaine a také v The New York Times a National Geographic, byl korespondentem Associated Press a skandinávských noviny Scandinavian Newspaper Press.

## Fašistická éra
V roce 1937 vláda Octaviana Goga zavřela levicové noviny, pro které pracoval a jeho životní dílo, fotografické desky v krabicích z archivu novin Adevărul a Dimineaţa, bylo zabaveno. Nicméně pokračoval v práci a posílal fotografie do The New York Times.
Na základě doporučení rumunského historika a později premiéra Nicolae Iorga, začal Berman používat pseudonym IB Urseanu, (což je překlad jeho židovského jména), aby nedošlo k přilákání pozornosti antisemitské Železné gardy.
Nicméně v roce 1940 mu bylo zakázáno pokračovat v jeho práci kvůli antižidovským zákonům, které nařídil Legionářský stát. Podlehl depresím a brzy na to 17. září 1941 zemřel. Podle vyjádření jeho dcery zemřel na selhání ledvin, když odmítal jakoukoliv léčbu.

## Dědictví
Po druhé světové válce se komunistická vláda pokusila využít fotografie k propagandě. Podle pracovníka Rumunského rolnického muzea zachycoval realistický pohled na vesnici, s jejími negativními stránkami, cikány, i tamními obecními blázny.
Nicméně, fotografie byly nově objevené po rumunské revoluci v roce 1989 v Rumunském rolnickém muzeu, které o jejich autorovi vydalo monografii. Byl také natočen dokumentární film o jeho životě a díle s názvem Omul cu o mie de ochi (Muž s tisíci očima), který režíroval Alexandru Solomon.

## Galerie

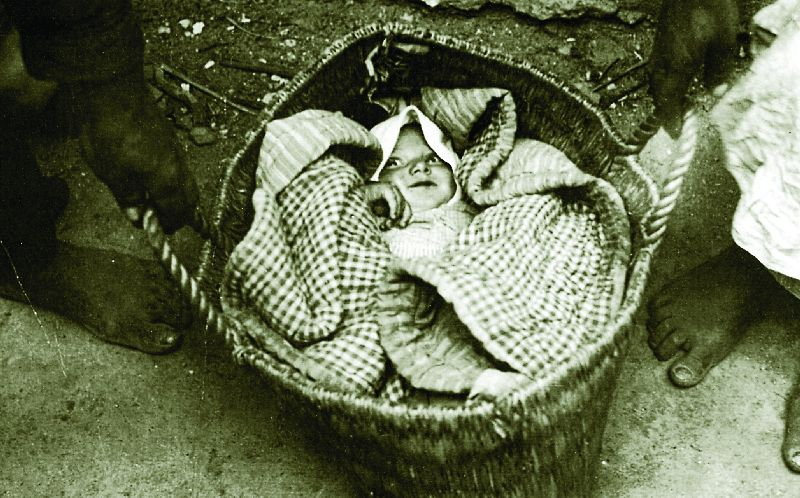
Děťátko v koši, 30. léta 20. století
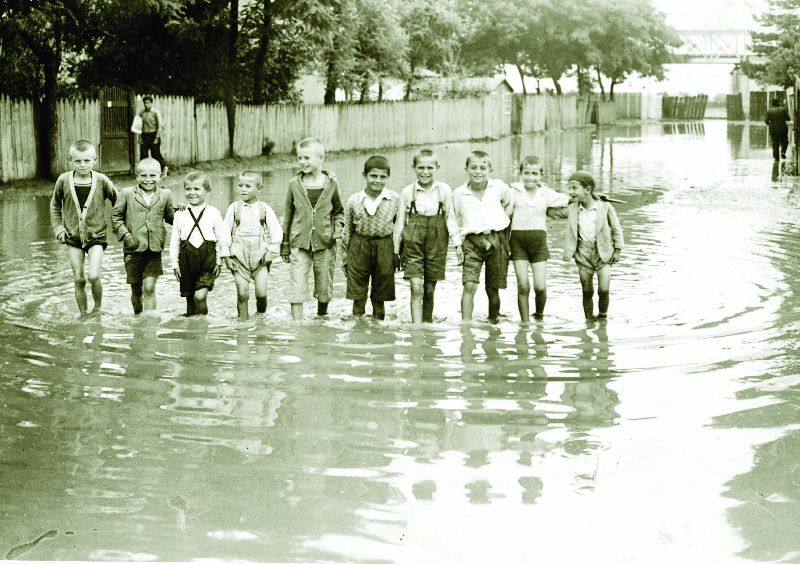
Děti si hrají na zaplavené ulici, 1930-1940
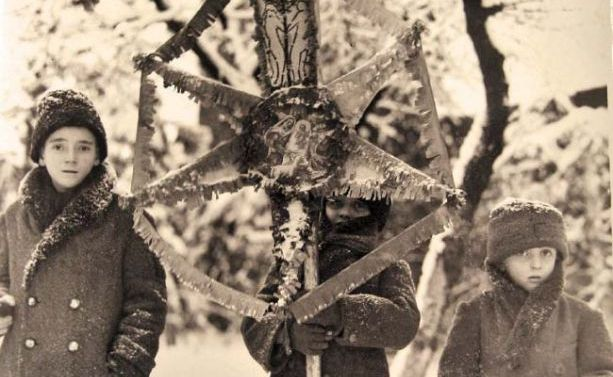
Bukurešť, Hvězda, 1930-1940
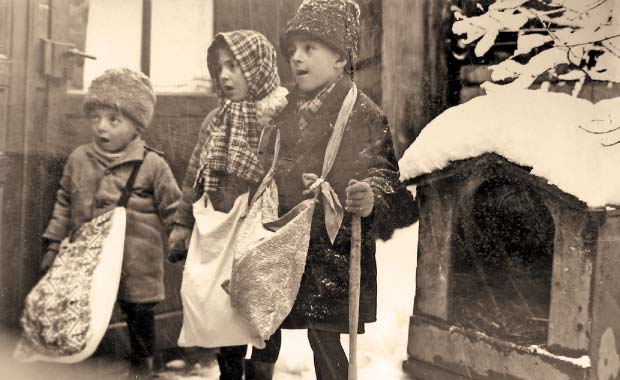
Bukurešť, 1930-1940
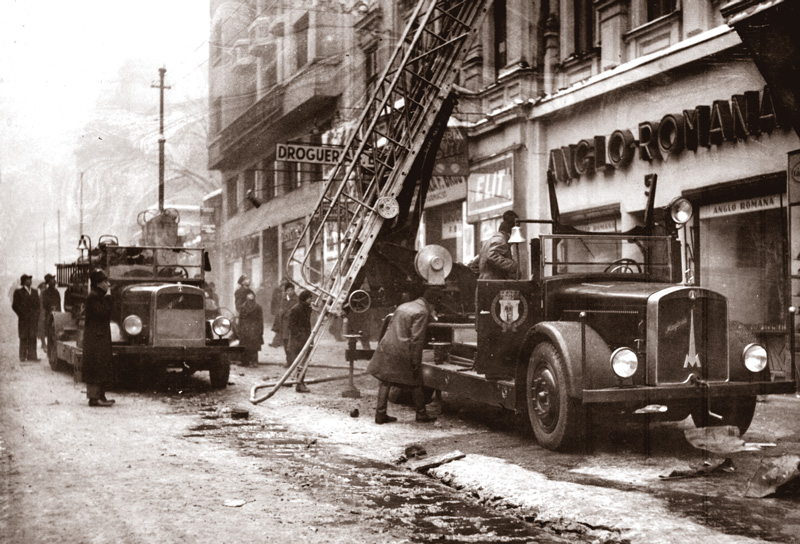
Oheň v Bukurešti, 1930-1940
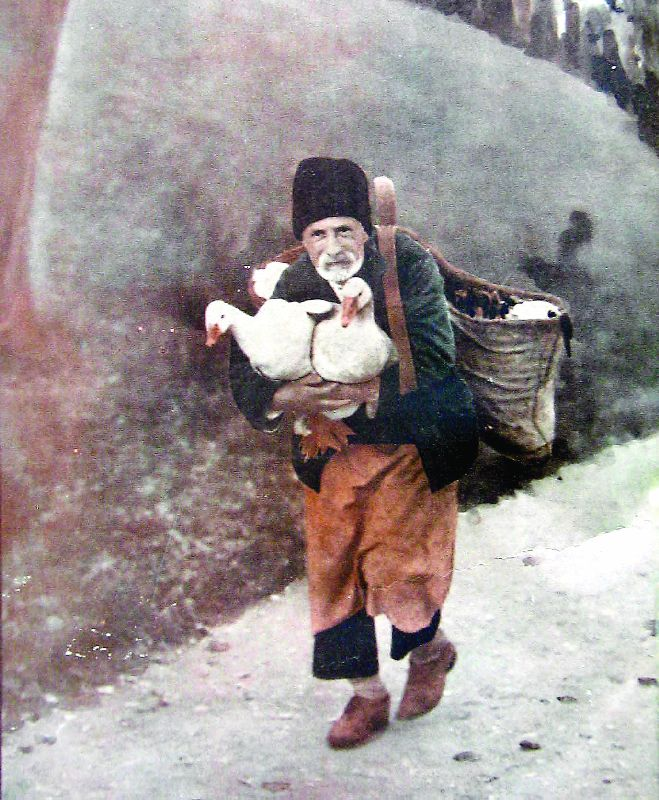
Prodavač hus, 1930-1940
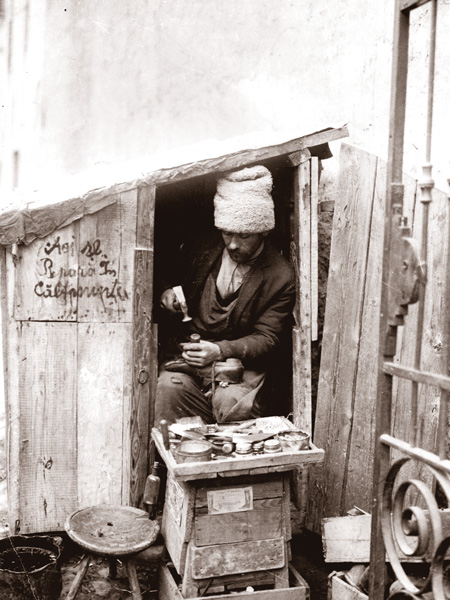
Ševcovská dílna, 1930
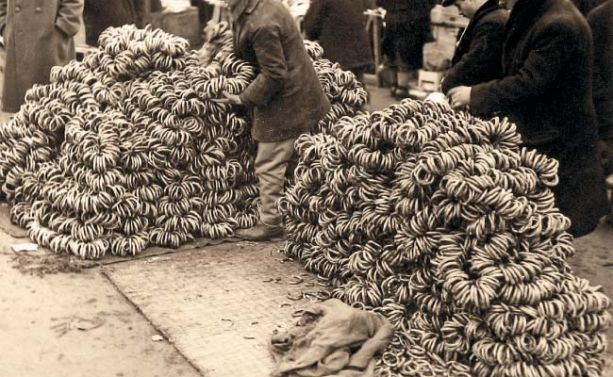
Bukurešť, preclíky, 1930-1940
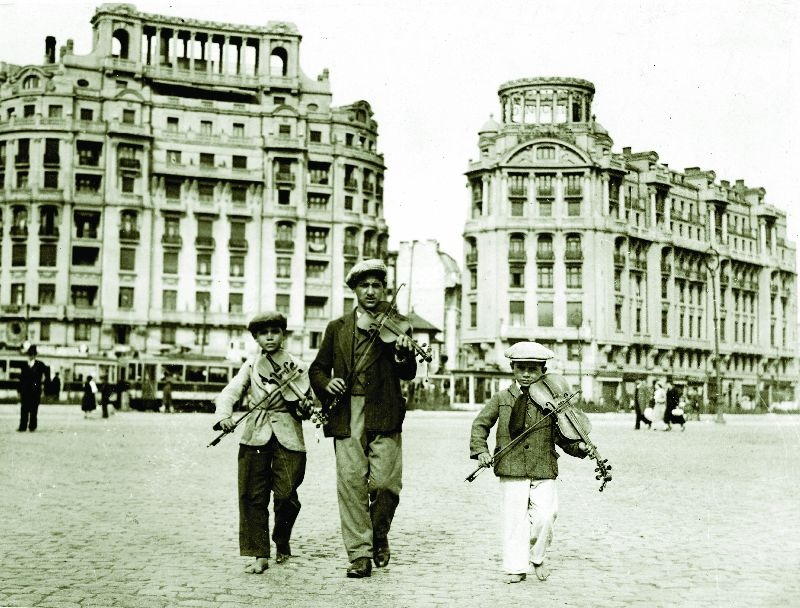
Děti hrají na housle v centru Bukurešti, 1930-1940
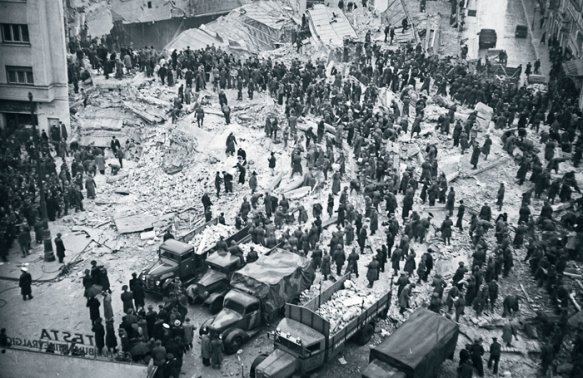
Velké zemětřesení v Rumunsku, 1940
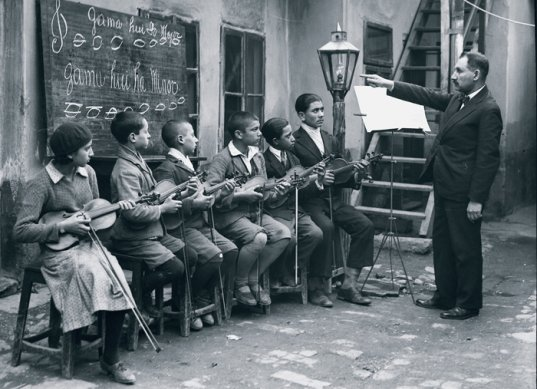
Hodina hudby, 1930-1940
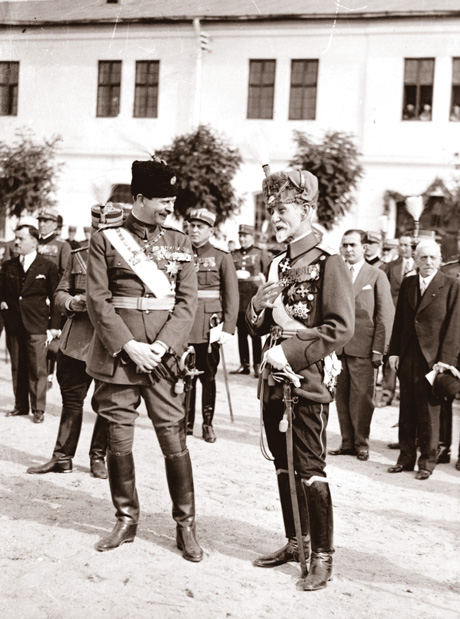
Král Karel II. Rumunský a Alexandru Averescu v srpnu 1930 při ceremonii u gardového pluku